# Pepa (calciatore)
Pepa, pseudonimo di Pedro Miguel Marques da Costa Filipe (Torres Novas, 14 dicembre 1980), è un allenatore di calcio ed ex calciatore portoghese di ruolo attaccante.

## Palmarès

### Giocatore
- Segunda Liga: 1

Paços Ferreira: 2004-2005

### Allenatore

#### Competizioni statali
- Campionato Pernambucano: 1

Sport Recife: 2025